# Jilm habrolistý na Přemilově
Jilm habrolistý na Přemilově je památný strom, který roste ve vesnici Přemilov, asi 5,5 kilometru jihovýchodně od města Seč (pod kterou vesnice spadá) a asi 1,9 kilometru od obce Klokočov v CHKO Železné hory.

## Základní údaje
- název: Jilm habrolistý na Přemilově
- výška: 30 metrů[1]
- obvod: 403 centimetrů[1], 452 centimetrů[2]
- věk: asi 220 let[2]
- nadmořská výška: asi 535 metrů
- umístění: kraj Pardubický, okres Chrudim, obec Seč, část obce Přemilov

## Poloha, popis a stav stromu
Jilm roste na severozápadním okraji vesnice Přemilov, do které nevede žádná zpevněná silnice. Okolo prochází modrá turistická značená trasa pro pěší (z Klokočova nejprve po žluté, která se na modrou napojuje na rozcestí Mladiny) a cyklotrasa č. 4115. Vede tudy též Vlastivědná stezka Krajem Chrudimky, která má celkem 82 km a 31 zastavení. Zastavení č. 18 se nachází v bezprostřední blízkosti památného stromu.
Strom je ve velmi dobrém stavu, má nádhernou pravidelnou korunu, které nejlépe vynikne na jaře. Nicméně u tohoto druhu stromu se plody (nažky) s nazelenalým blanitým křídlem vytvářejí dříve než se strom olistí. Některý rok je jich tolik, že se zdálky může zdát, že strom již má zelenou korunu. Tento památný strom patří mezi několik málo dochovaných jilmů, protože většina starých jilmů v Čechách odumřela v 70. letech dvacátého století po napadení houbovým onemocněním, grafiózou (nazývanou též holandská nemoc). Proto informační tabule u stromu má titulek Poslední mohykán.

## Památné a významné stromy v okolí
V nepříliš vzdáleném okolí se nachází značné množství dalších památných a významných stromů. Některé z nich navíc patří k nejstarším nebo největším svého druhu (další, již zaniklé, neuvádíme). Za zvláštní zmínku stojí pět památných lip mimořádného věku nebo rozměrů, které rostou jen několik kilometrů od sebe.
- Klokočovská lípa: podle některých pramenů stáří přes 1000 let, asi 1,8 km západojihozápadně vzdušnou čarou, pěšky 2,5 km nejprve po modré a poté žluté turistické trase.
- Lípa v Lipce: asi 600 let, nádherný mohutný strom pravděpodobně patří mezi pět nejvzrostlejších lip malolistých v Čechách, vyhlášena vítězem jubilejního patnáctého ročníku celostátní ankety Strom roku 2016. Asi 2,6 km jihovýchodně vzdušnou čarou.
- Spálavská lípa, též Jiříkova lípa (na počet krále Jiřího z Poděbrad): přes 500 let, asi 4 km jihojihovýchodně vzdušnou čarou.
- Lánská lípa: známá též jako Navrátilova lípa, asi 700 let, zhruba 6 km přibližně jižním směrem.
- Žižkovy duby u Chotěboře: skupina památných dubů letních rostoucích severně od Chotěboře. Asi 8 km  jihojihozápadně vzdušnou čarou.
- Vestecký kaštanovník: asi 9 km jihovýchodně vzdušnou čarou.
- Štikovská lípa: asi 600 let, Strom hrdina roku 2005, asi 10 km jihovýchodně vzdušnou čarou.
- Žižkův dub v Podhradí u Třemošnice (nedaleko hradu Lichnice): patří k nejvýznamnějším památným stromům v České republice. Obvodem svého kmene (kolem 900 cm: prameny se poněkud liší) se řadí mezi pět nejmohutnějších památných dubů České republiky. Asi 11 km severozápadně vzdušnou čarou.
- a další.

## Fotogalerie

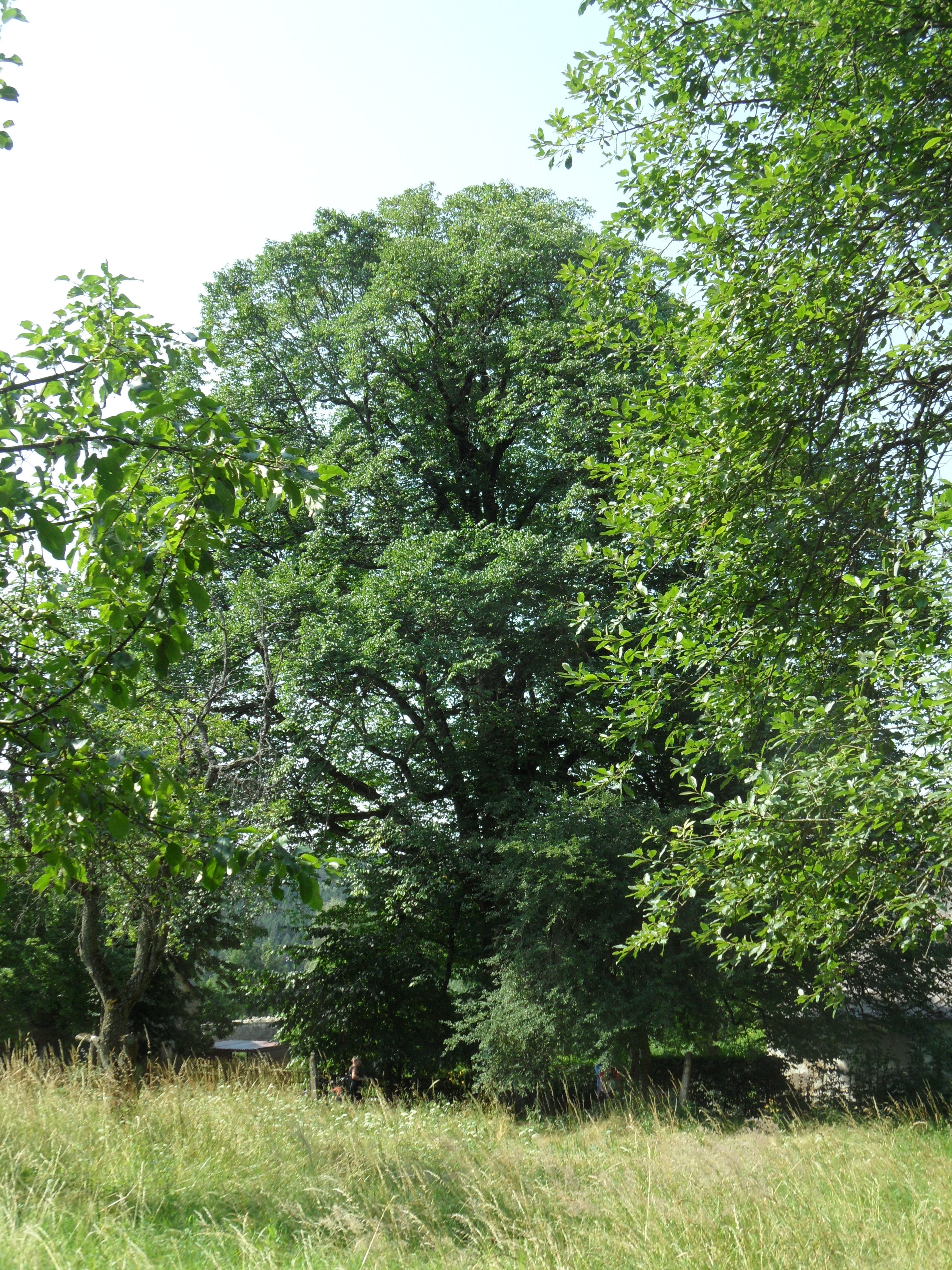
Jilm od severu
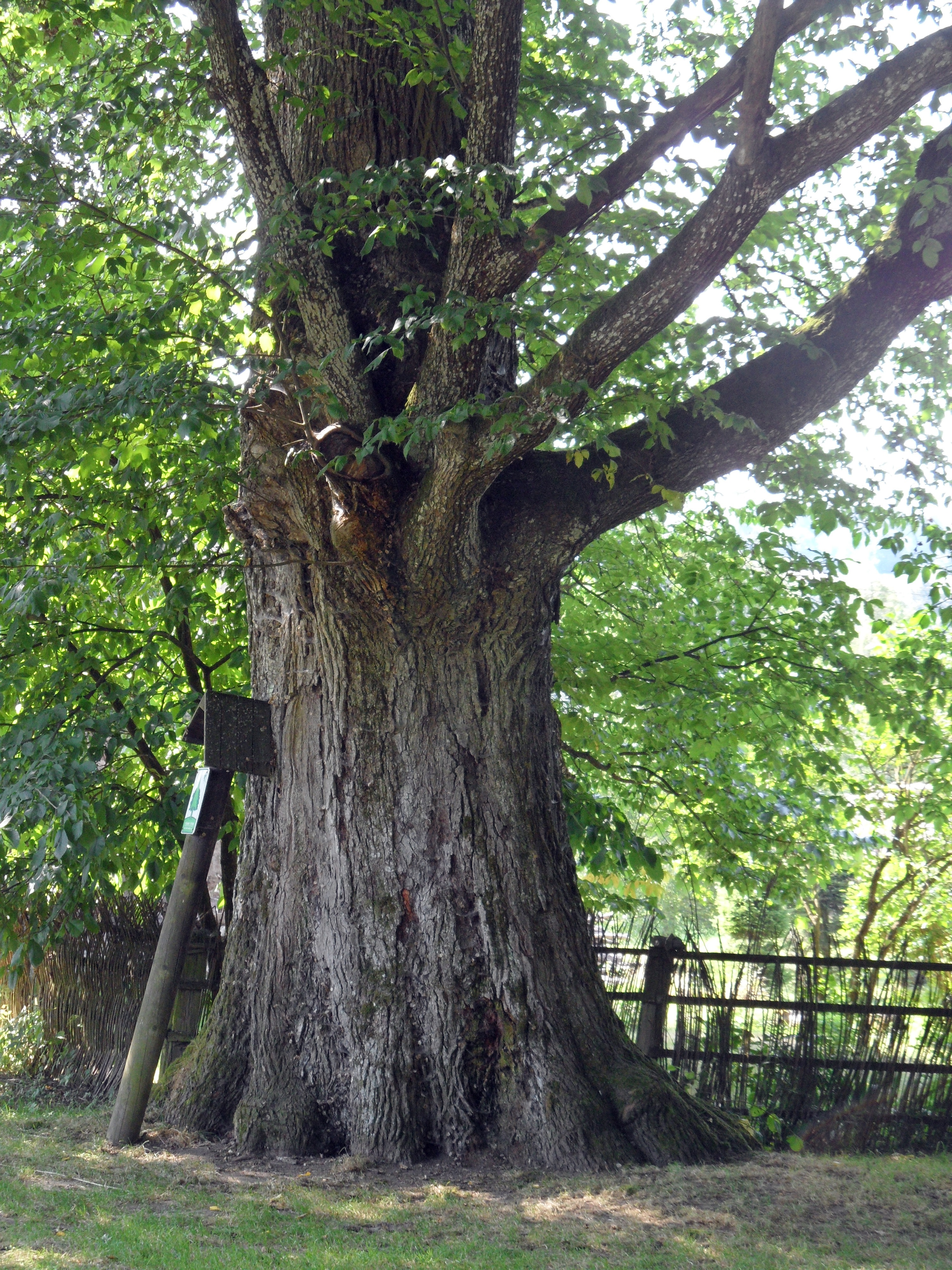
Mohutný kmen jilmu
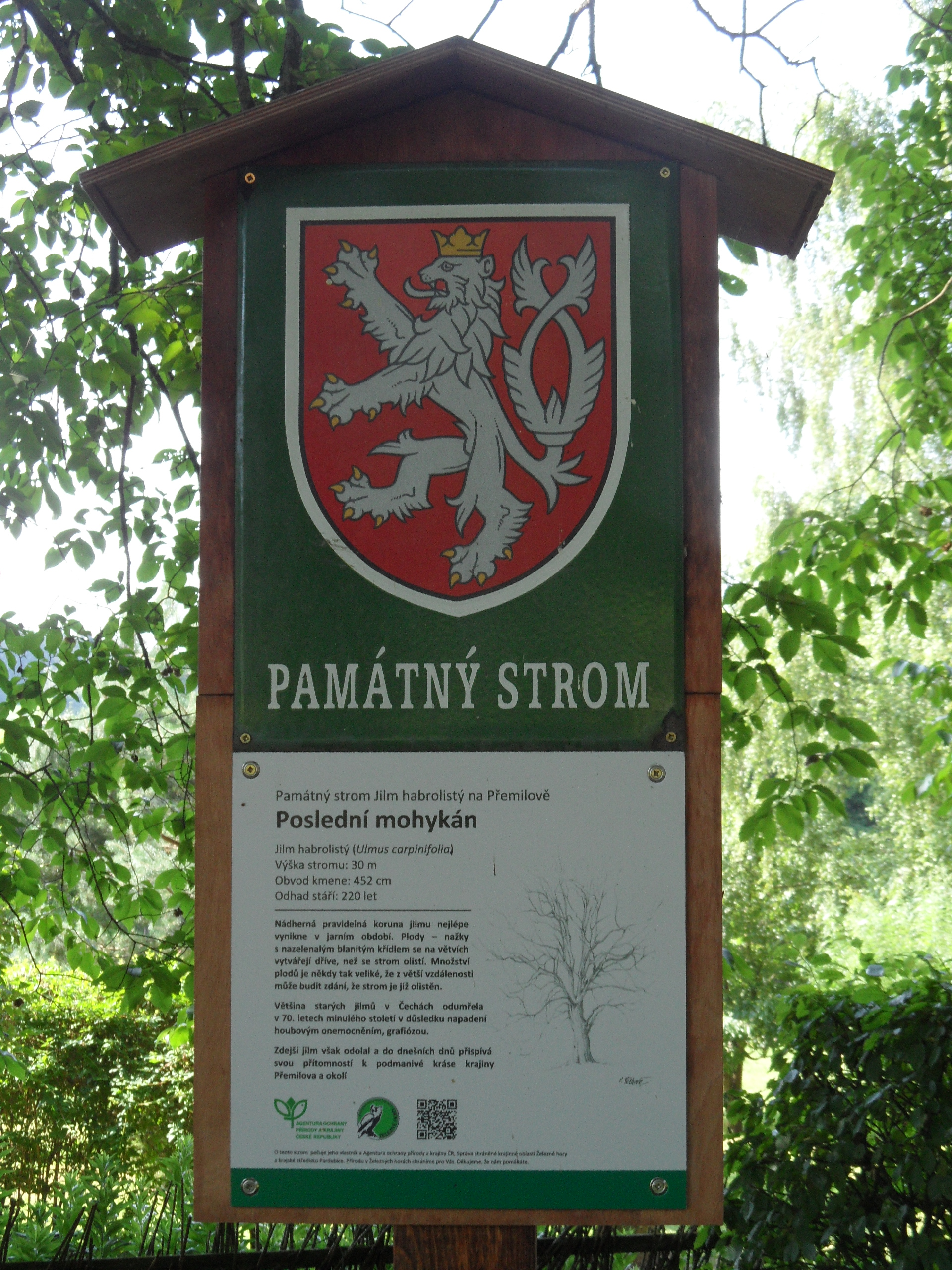
Informační tabule
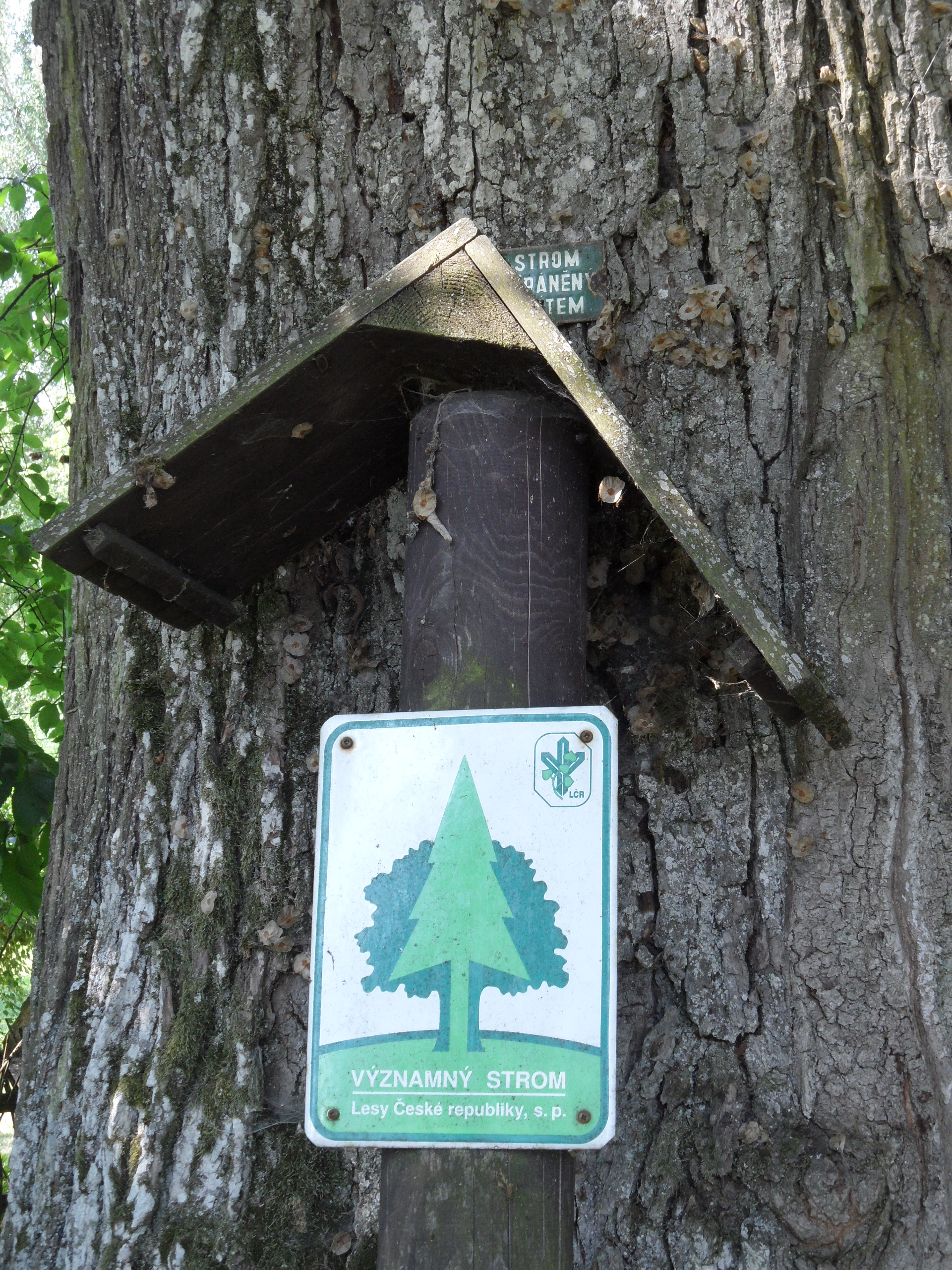
Další označení